# Keltisch kruis (symbool)

Een christelijke versie van het Keltisch kruis, het zogenaamde 'Hoge kruis'

Een Keltisch kruis is een Latijns kruis met een cirkel rond het snijvlak van kruispaal en kruisbalk. Het is het karakteriserend symbool van het Keltisch christendom en het is een samenvoeging van het christelijk kruis met een heidens zonnewiel.

## Oorsprong
In Ierland en Groot-Brittannië
Het Keltisch kruis is ontstaan ten tijde van de kerstening van Ierland en Groot-Brittannië tijdens de 5e en 6e eeuw na Chr. Deze periode werd gekenmerkt door grootschalige bekeringen van de Kelten door de komst van vele Christelijke missionarissen zoals Sint-Patrick, Sint-Declan en Sint-Columba. In plaats van de oude Keltische symbolen te bannen, namen deze missionarissen vele gebruiken en tekens uit het heidense geloof over. Zo werd Christus min of meer gelijkgesteld met de Keltische zonnegod Lugh en werd aan het Latijnse kruis een cirkel (zonneschijf) toegevoegd. Volgens de Ierse legende zou Sint-Columba zelf het Keltisch Kruis hebben geïntroduceerd. Vandaar dat dit kruis ook wel het kruis van Columba of het Kruis van Iona (waar hij in 563 zijn klooster stichtte) wordt genoemd.  Dit is de Christelijke en meest verspreide versie van het Keltisch Kruis, het zogenaamde Hoge Kruis (High Cross). De kruispaal is hier langer dan de dwarsbalk.  
In de Scandinavische landen
Hoewel de Keltische cultuur niet tot in Scandinavië is doorgedrongen wordt het zeer oude heidens zonnekruis er toch vaak als symbool teruggevonden. Het zonnewiel was er het symbool van Wodan (Odin), de Noord-Germaanse oppergod. Het zonnekruis verzinnebeeldde de onvergankelijke hoogste macht en (de zekerheid van) het eeuwige leven.  Deze originele vorm van het Keltisch Kruis heeft even lange assen.

## Politiek symbool

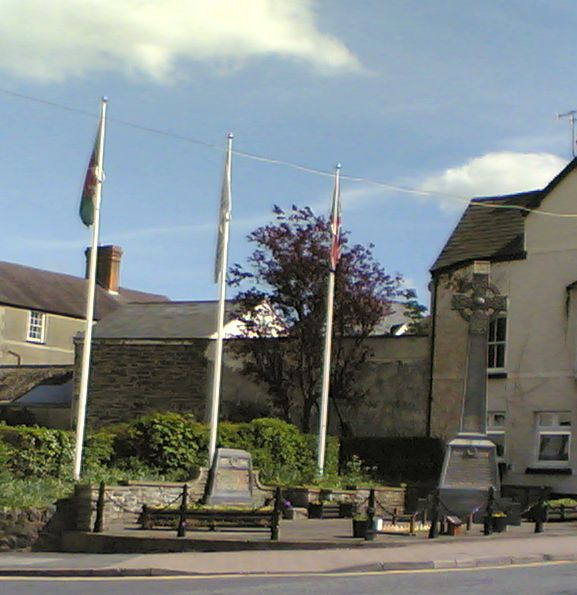
Keltisch kruis als onderdeel van een oorlogsmonument voor onder andere Tweede Wereldoorlog slachtoffers in Llangollen

Een gestileerd nationalistisch Keltisch kruis

De culturele verwijzingen van het kruis naar de zon en naar Arische tradities leidden tot een gestileerde vorm van het kruis als embleem van verschillende extreemrechtse en racistische groeperingen, in heel Europa.
Terwijl in Ierland het kruis nog altijd gezien wordt als verwijzing naar de Ierse identiteit worden Keltische kruizen ook verbonden met nationalistische groeperingen die streven naar een grotere onafhankelijkheid van Keltische minderheden, bijvoorbeeld in Bretagne.
In Vlaanderen hebben de typische heldenhuldezerkjes ter ere van de tijdens de Eerste Wereldoorlog aan de IJzer gesneuvelde Vlaamse soldaten de vorm van een Keltisch kruis. Deze grafzerken werden ontworpen door de Vlaamse kunstenaar Joe English die zelf van Ierse afkomst was.

## Cultureel-religieus symbool
In landen als Ierland, Schotland en Wales komen Keltische kruizen veelvuldig voor en worden ze puur als cultureel-religieus symbool beschouwd.